# Bajsin
Bajsin (arab. بيصين) – miejscowość w Syrii, w muhafazie Hama. W 2004 roku liczyła 3224 mieszkańców.